# 格涅夫科沃

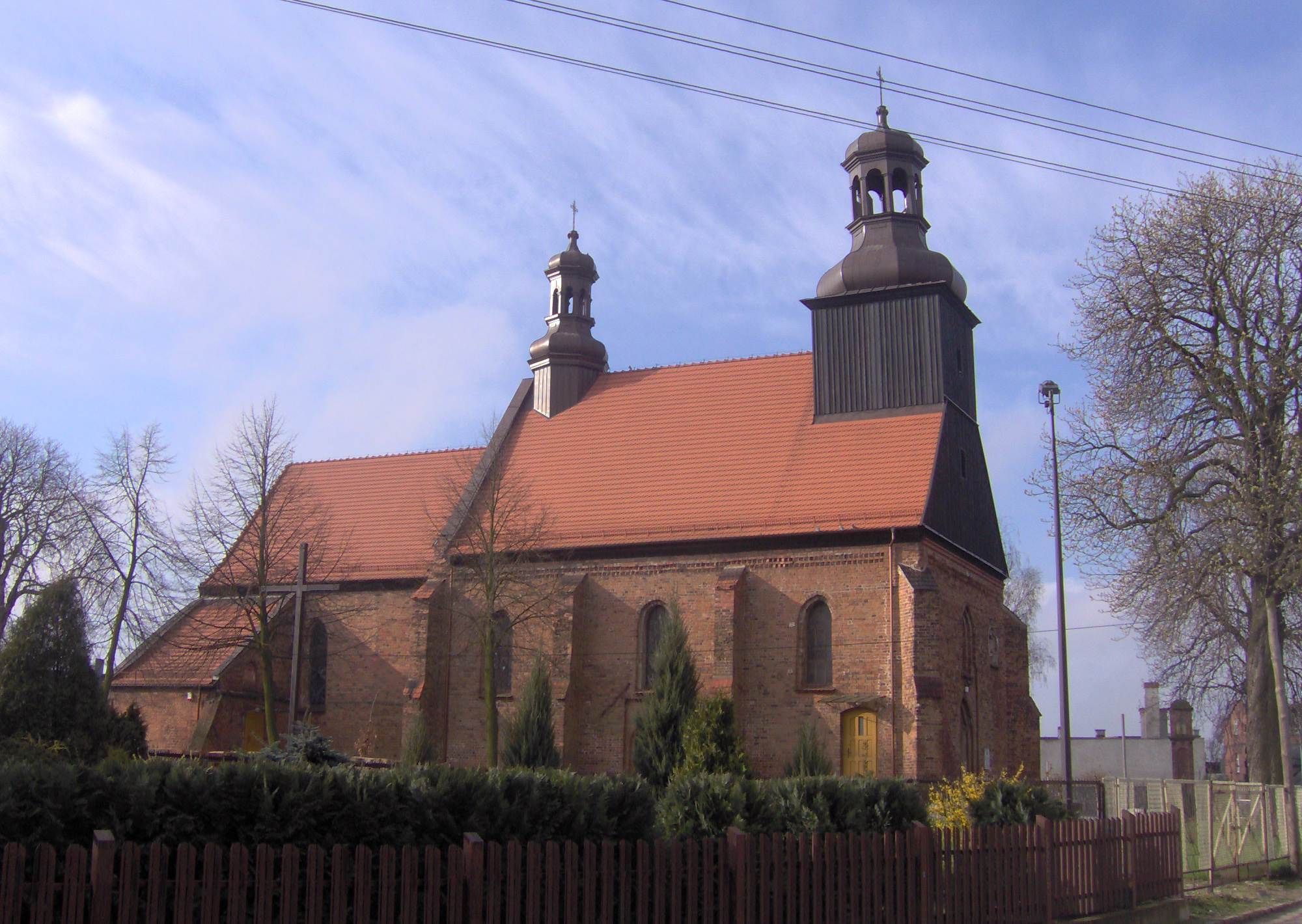

格涅夫科沃是波蘭的城鎮，位於該國中部，距離首府托倫23公里，由庫亞維-波美拉尼亞省負責管轄，始建於十二世紀，面積9.18平方公里，2006年人口7,254。
52°54′N 18°25′E / 52.900°N 18.417°E